# Omalocaria mocquerysi
Omalocaria mocquerysi is een keversoort uit de familie lieveheersbeestjes (Coccinellidae). De wetenschappelijke naam van de soort is voor het eerst geldig gepubliceerd in 1884 door Gadeau de Kerville.